# Slokdarmkanker
Slokdarmkanker (of oesofaguscarcinoom) is een vorm van kanker in de slokdarm. Meestal betreft het een adenocarcinoom of plaveiselcelcarcinoom van het slijmvlies van de slokdarm, maar zelden kleincellige carcinomen. De meeste tumoren van de slokdarm zijn kwaadaardig; goedaardige tumoren (<10%) zijn het leiomyoom en de gastro-intestinale stromaceltumor (GIST). De incidentie van slokdarmkanker is, met name de afgelopen 10 jaar, sterk stijgende. Behandeling is met chirurgie in beperkte gevallen mogelijk of met combinaties van chemotherapie en radiotherapie als de tumor te ver gevorderd is voor operatieve behandeling. De prognose is vrij slecht: na vijf jaar is in Nederland nog 24% van de patiënten in leven.

## Epidemiologie
Per 100.000 mensen worden er jaarlijks 10 gevallen van slokdarmkanker vastgesteld. In sommige delen van de wereld is de incidentie van slokdarmkanker veel hoger, met name in Azië en Zuid-Amerika. De exacte oorzaak is onduidelijk, maar het lijkt dat bepaalde levensgewoonten en voedingsmiddelen een rol spelen.

## Oorzaken en risicofactoren

### Toegenomen risico

Het ontwikkelen van een barrettoesofagus wordt als risicofactor voor het ontwikkelen van een adenocarcinoom beschouwd.

Er zijn een aantal risicofactoren te noemen voor het ontwikkelen van slokdarmkanker:
- Leeftijd: het merendeel van de patiënten is ouder dan 60;
- Geslacht: frequenter bij mannen;
- Erfelijkheid: frequenter bij personen waarbij kanker in de naaste familie voorkomt;
- Alcohol en roken dragen bij aan het risico van slokdarmkanker, gezamenlijk is het risico echter groter dan het individuele risico van beide (synergisme).
- Gastro-oesofageale reflux (wat in sommige gevallen tot de ontwikkeling van een barrettoesofagus leidt) verhoogt het risico door de chronische irritatie van het slijmvlies. Bij de aanwezigheid van een barrettoesofagus is de ontwikkeling van een adenocarcinoom waarschijnlijker, terwijl bij alle andere risicofactoren de ontwikkeling van een plaveiselcelcarcinoom in de hand gewerkt wordt.[1]
- Humaan papillomavirus (HPV);[2]
- Het doorslikken van loog of andere bijtende producten;
- Bepaalde voedingsbestanddelen zoals nitrosamine;
- Het (snel) drinken van hete vloeistoffen zoals thee, koffie of soep vrijwel meteen na het koken. Naar schatting tussen de 70 tot 80 graden Celsius.
- Een medische voorgeschiedenis van andere hoofd- en nekkankers verhoogt de kans op het ontwikkelen van nieuwe kankers in deze regio, met inbegrip van slokdarmkanker;
- Het syndroom van Plummer-Vinson (anemie en webvormige weefselgroei in de slokdarm);
- Tylosis en het syndroom van Howel-Evans (erfelijke huidverdikkingen op de handpalm en voetzool);
- Radiotherapie voor andere aandoeningen in het mediastinum;
- Coeliakie predisponeert voor het ontwikkelen van een plaveiselcelcarcinoom;[3]
- Obesitas verhoogt het risico op het ontwikkelen van een adenocarcinoom met factor vier:[4] het verhoogde risico op reflux bij obese personen lijkt deze associatie te verklaren.[1][5]

### Verminderd risico
- Het risico lijkt lager te zijn bij patiënten die aspirine of gerelateerde medicijnen (de NSAID's) gebruiken;[6]
- Het bestaan van een infectie met de Helicobacter pylori lijkt een beschermend effect te hebben inzake het ontwikkelen van slokdarmkanker. Het aanwezig zijn van deze bacterie verhoogt echter de kans op het ontwikkelen van maagkanker;[7][8][9]
- Groenten en fruit kunnen eveneens een beschermend effect hebben (broccoli, wittekool, bloemkool);[10]
- Gematigd gebruik van koffie wordt geassocieerd met een verlaagd risico.[11]

## Symptomen
Typische symptomen zijn slikstoornissen en pijn. De slikstoornis is kenmerkend, omdat drinken weinig problemen geeft, terwijl hard en droog voedsel (brood en vlees) moeilijk verdragen wordt, gewichtsverlies komt dan ook vaak voor. Als voedsel de tumor niet kan passeren, treedt regurgitatie of braken op. De kenmerkende pijn van slokdarmkanker is brandend en straalt uit van het maagkuiltje naar de keel, hoewel dit niet altijd het geval is.
Verslikken komt regelmatig voor, zeker als er ook sprake is van regurgitatie. Dit kan leiden tot longontsteking, als de voedselresten en maagzuur het longslijmvlies irriteren en bacteriën uit de oesofagus de luchtwegen bevolken. Deze vorm van longontsteking (aspiratiepneumonie) kan ernstig verlopen.

## Diagnose
Een slikfoto is vaak het eerste onderzoek als een patiënt slikstoornissen ontwikkelt. Dit kan verdikking van de wand van de slokdarm laten zien. Gastroscopie wordt ook vaak verricht, dit is de enige manier om een biopsie (weefselmonster) te verkrijgen. Dit wordt microscopisch onderzocht; het type kanker wordt bepaald en de mate van invasie in de diepere weefsels van de slokdarm.
Als een biopsie uitwijst dat iemand oesofaguscarcinoom heeft, wordt allereerst een CT-scan verricht om vast te stellen of de tumor zich heeft verspreid (metastase of uitzaaiing) naar andere organen (bijvoorbeeld de lymfeklieren, longen, lever of elders). Daarnaast wordt een inwendige echografie van de slokdarm verricht (endo-echografie) waarop uitzaaiingen in lymfeklieren nauwkeurig kunnen worden vastgesteld. Tevens kan van deze lymfeklieren weefsel afgenomen worden (cytologie). Samen met de biopsie-uitslag bepaalt dit of het zinvol is om een operatie te verrichten. Andere onderzoeken die kunnen plaatsvinden zijn botscan (als botmetastasen worden vermoed op basis van pijn) en laboratoriumonderzoek.

## Stagering
De stagering van een tumor is het numeriek uitdrukken van de mate van progressie. Het TNM-systeem wordt meestal gebruikt voor slokdarmkanker. Een T-code geeft de mate van uitbreiding van de tumor zelf: T1 is alleen de epitheellaag, T2 is de lamina propria (het onderliggende bindweefsel), etc. De N-code geeft aan of lokale lymfeklieren zijn aangedaan. De M-code, ten slotte, is M0 als er geen uitzaaiingen zijn, M1 als de uitzaaiingen plaatselijk zijn (bijvoorbeeld het mediastinum) en M2 als ze zich op andere plaatsen in het lichaam bevinden (bijvoorbeeld de lever).

## Behandeling

### Behandeling van de tumor
De meest toegepaste behandelingen bij slokdarmkanker zijn:
- operatie (chirurgie)
- bestraling (radiotherapie)
- chemotherapie (behandeling met celdelingremmende medicijnen)

Het is gebruikelijk dat patiënten met slokdarmkanker een combinatie van de genoemde behandelmethoden krijgen. De keuze en de volgorde van de verschillende
behandelingen is onder meer afhankelijk van de kenmerken van de tumor, het stadium van de ziekte en van de leeftijd waarop slokdarmkanker wordt geconstateerd.
Chirurgie is alleen een optie als de tumor niet is ingegroeid in omliggend weefsel (bv. in longen, middenrif of aorta) en als er geen uitzaaiingen op afstand aanwezig zijn. Tumorverspreiding naar lymfeklieren of elders kan "radicale" (complete) chirurgie onmogelijk maken.
Bij de operatie wordt de gehele slokdarm (inclusief tumor) en de omliggende lymfeklieren verwijderd. Van de maag wordt met behulp van een "nietjesapparaat" een buis gemaakt (buismaag), die op de plek wordt gelegd waar de oorspronkelijke slokdarm heeft gelegen.
Als chirurgie wordt verricht, wordt nadien vaak nog "adjuvante" chemotherapie, radiotherapie of een combinatie hiervan gegeven om de kans op recidief te verminderen. In sommige gevallen wordt voorafgaand aan de operatie chemotherapie of radiotherapie gegeven om de tumor te laten slinken en chirurgie te vergemakkelijken. Dit wordt "neoadjuvante" chemotherapie genoemd.
Als chirurgie bij voorbaat onmogelijk is, bestaat de behandeling uit radiotherapie, chemotherapie of een combinatie ("chemoradiatie"). Vaak gebruikte chemotherapiemiddelen voor dit doel zijn epirubicine, cisplatina en fluoro-uracil (5-FU). In experimentele opzet worden ook oxaliplatin en capecitabine gebruikt en wordt de 5-FU gegeven via een continue infusie.

### Ondersteunende behandelingen
Als de tumor het normale eten en drinken onmogelijk maakt, is vaak een maagsonde nodig om voldoende energie toe te dienen. Als de tumor de slokdarm afsluit, kan een "stent" nodig zijn, een buisvormig matje dat de tumor opzij duwt en normaal slikken mogelijk maakt. Laser wordt soms gebruikt om grote tumoren weg te branden.
Patiënten met slokdarmkanker lopen een extra risico om zich te verslikken en hebben vaak begeleiding nodig in de vorm van logopedie.